# 기욤 뷔데
기욤 뷔데(Guillaume Budé, 1467년 1월 26일 파리 - 1540년 8월 23일 파리)는 프랑스의 인문주의자로, 라틴어 이름 부다이우스(Budaeus)로도 알려져 있다.

## 생애

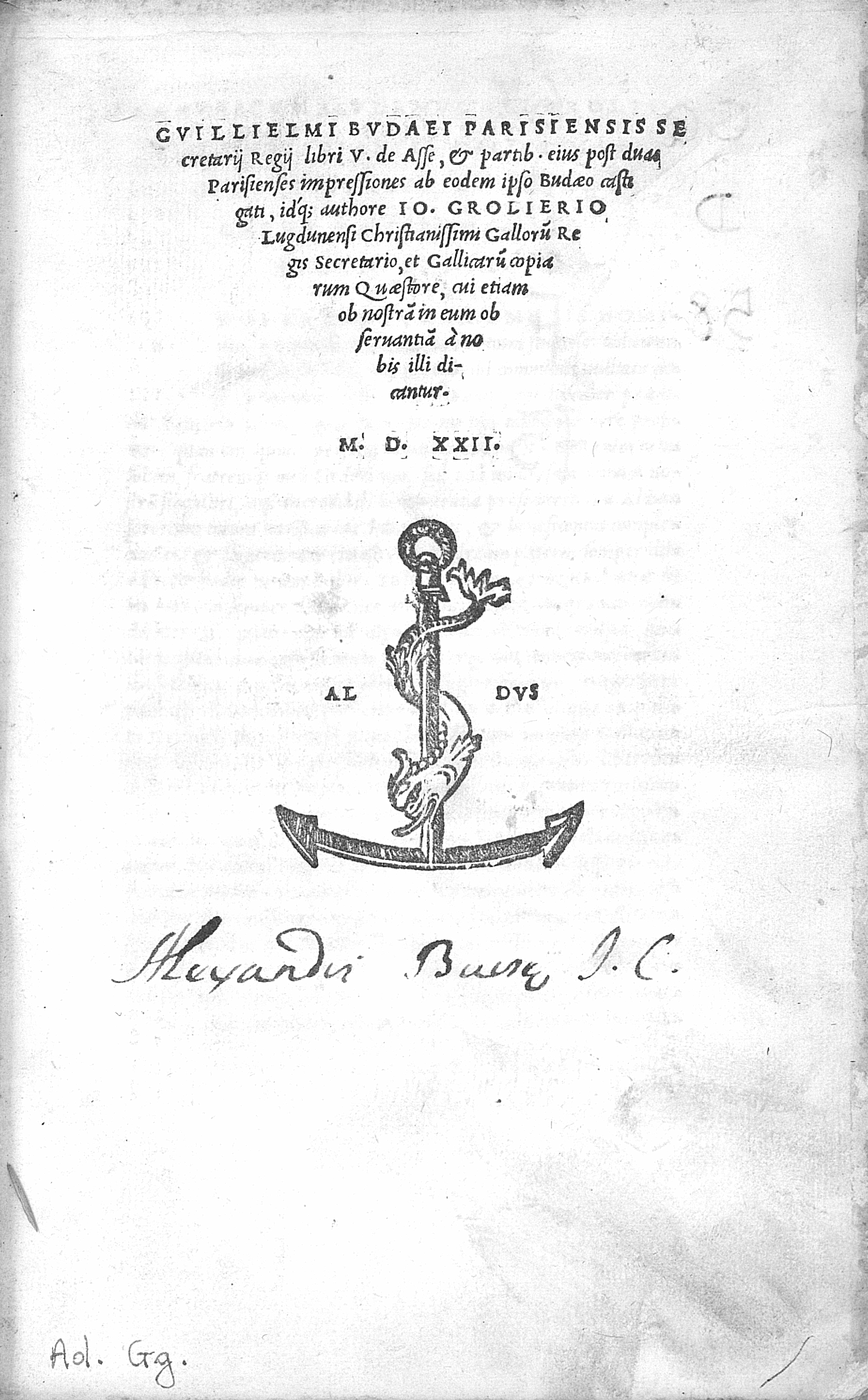
Libri V de Asse et partibus ejus, 1522

1467년 파리에서 태어났다. 법학을 공부하기 위해 오를레앙 대학교에 진학하였으나, 집안사정이 풍족하였던 탓에 수년간 나태하며 낭비하는 삶을 살았다. 이후 24세가 되었을 때 문득 공부에 대한 열정이 생겨 책을 들기 시작했고, 그 결과 여러 학문, 특히 라틴어와 그리스어를 연구하는 데 급진전을 이룬 것으로 알려졌다.
기욤 뷔데는 생전 여러 가지 저서를 남겼는데 그 중에서 가장 큰 명성을 쌓게 된 것이 바로 고대의 화폐와 측량을 연구한 <De Asse et Partibus Eius> (1514년)이다. 또한 콜레지움 트릴링그 (프랑스 대학)과 퐁텐블로 도서관을 설립하고 프랑수아 1세와 장 뒤 블레, 나르본 공작으로부터 큰 존경을 받았다. 특히 퐁텐블로 도서관은 파리로 자리를 옮겨 프랑스 국립도서관의 모태가 되었다. 또 프랑수아 1세에게 지난 1533년 소르본의 권고로 내려졌던 출판 금지령을 거둬달라고 설득하기도 했다. 그 전에는 루이 12세의 명으로 로마의 교황 레오 5세에게 대사로 파견되었으며 1522년에는 프랑스 법관 (maître des requêtes)과 파리 시장 (prévôt des marchands)에 임명되기도 하였다.
1540년 파리에서 세상을 떠날 당시 뷔데는 한밤중에 화장해 달라는 유언을 남겼다. 그런데 당시 그의 미망인이 제네바에서 개신교 공개 활동을 했던 것으로 알려지면서 (남편이 죽자 활동 중단), 유언과 함께 미루어 볼 때 뷔데가 사실은 칼뱅주의 성향이 아니었나 하는 추측이 있다. 성 바르톨로메오 축일의 학살이 벌어지자 뷔데의 가족들은 프랑스를 떠날 수밖에 없었으며 그 중 일부는 스위스로 피난해 가문의 전통을 굳게 지켰고, 나머지는 포메라니아에 정착해 뷔데 / 부도이스 (Budde / Buddeus)로 개명하여 살았다고 전해진다 (요한 프란츠 부도이스 참고). 아들 뷔데에 의하면 그가 처음에 칼빈의 시편강의를 들으면서 자신의 필요에 의해서 다른 친구들과 함께 필기를 했다. 그런데 그 강의의 내용이 너무나도 은혜롭고 감동이 되어 자기들만 그런 명강의를 듣고 다른 사람들이 듣지 못하는 것을 못내 아쉽게 생각해서 필기한 친구들이 서로 노트를 비교하고 보충하여 칼빈에게 보이고 내용확인과 수정을 가한 후에 출판하도록 했다고 한다. 칼빈은 그의 주석에서 화폐와 도량에 관하여 기욤뷔데의 견해에 전적으로 동의와 존경을 표했다.